# Chen Chu

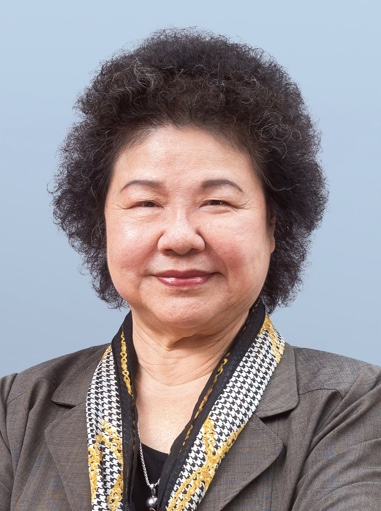
Chen Chu

Chen Chu (chinesisch 陳菊, Pinyin Chén Jú; * 10. Juni 1950 in der Gemeinde Sanxing, Landkreis Yilan, Taiwan) ist eine taiwanische Politikerin der Demokratischen Fortschrittspartei (DPP) und seit dem 1. August 2020 Präsidentin des Kontroll-Yuans. Gleichzeitig ist sie Vorsitzende des dem Yuan unterstehenden Nationalen Komitees für Menschenrechte. Zuvor hatte sie von 2006 bis 2018 das Amt der Bürgermeisterin der Stadt Kaohsiung inne. In den 1970er und 80er Jahren engagierte sie sich in der taiwanischen Demokratiebewegung. Sie gehörte zu den Dissidenten (den "Acht von Kaohsiung"), die im Anschluss an den "Kaohsiung-Vorfall" von 1979 zu jahrelangen Haftstrafen verurteilt wurden.

## Demokratiebewegung und frühe Karriere
Chen Chu studierte an der Shi-Hsin-Universität (Taipeh) und an der Sun-Yat-sen Universität in Kaohsiung, wo sie einen Mastertitel im Fach Public Affairs erwarb.
In den 1970er Jahren arbeitete sie als Sekretärin von Kuo Yu-hsin, einem der bedeutendsten Mitglieder der taiwanischen  Dangwai-Bewegung. 1979 wirkte sie als Redakteurin bei der Gründung der oppositionellen Zeitschrift "Formosa" im Jahr 1979 mit und war für kurze Zeit die Leiterin des Kaohsiunger Büros dieser Zeitschrift. Im Anschluss an den Kaohsiung-Vorfall vom 10. Dezember 1979 wurde Chen Chu zusammen mit anderen Oppositionellen (den "Acht von Kaohsiung") festgenommen und im März 1980 wegen "öffentlicher Unruhestiftung" zu einer Haftstrafe von 12 Jahren verurteilt. Nach sechs Jahren und zwei Monaten wurde sie 1986 aus der Haft entlassen und trat der im selben Jahr gegründeten Oppositionspartei DPP bei.
Von 1994 bis 1998 leitete Chen Chu während der Amtszeit des Bürgermeisters Chen Shui-bian das Sozialamt der Stadt Taipeh und von 1998 bis 2000 das Sozialamt der Stadt Kaohsiung. Nach der Wahl Chen Shui-bians zum Präsidenten der Republik China leitete sie von 2000 bis 2005 das Ministerium für Arbeit.

## Bürgermeisterin von Kaohsiung
Am 9. Dezember 2006 wurde Chen mit nur 1120 Stimmen Vorsprung vor Huang Jun-ying (Kuomintang) zur ersten weiblichen Bürgermeisterin von Kaohsiung gewählt. Die Wahl wurde von Huang angefochten und das Ergebnis erst am 16. November 2007 in zweiter Instanz gerichtlich bestätigt. Chen Chu widmete sich dem städtischen Verkehrssystem, den öffentlichen Bauten und dem Umweltschutz. In ihre Amtszeit fiel die Inbetriebnahme der Kaohsiunger U-Bahn im Jahr 2008.
Im Jahr 2009 reiste Chen in die Volksrepublik China, um dort für die bevorstehenden World Games 2009 in Kaohsiung zu werben. Sie traf die Bürgermeister von Peking und Shanghai sowie den Vorsitzenden des chinesischen Olympischen Komitees. Die Spiele, die vom 16. bis 26. Juli stattfanden und für die im Stadtteil Zuoying das World Games Stadion gebaut worden war, wurden ein großer Erfolg und von Ron Froehlich, dem Vorsitzenden des Internationalen Verbands für Weltspiele, gar als "die besten Weltspiele aller Zeiten" gepriesen.
Am 27. November 2010 wurde Chen im dritten Wahlgang mit 52 % der Stimmen in ihrem Amt bestätigt. Sie war damit die erste Bürgermeisterin der erweiterten Stadt Kaohsiung (hervorgegangen aus der Fusion des alten Stadtgebiets mit dem ehemaligen Landkreis Kaohsiung).
Im Anschluss an den Taifun Fanapi vom 19. September 2010 erntete Chen Chu Kritik seitens der Opposition, weil sie in ihrer Wohnung ein Nickerchen gemacht hatte, während Teile Kaohsiungs unter Wasser standen. Chen entschuldigte sich unter Tränen und erklärte, sie habe sich nur etwas ausruhen und ihre durchnässte Kleidung wechseln wollen, ansonsten aber aufmerksam die Entwicklung des Taifuns verfolgt. Im Anschluss an eine schwere Gasexplosion in Kaohsiung am 31. Juli 2014, bei der mehrere Menschen ums Leben kamen, reichten Abgeordnete der Oppositionspartei Kuomintang eine Gerichtsklage gegen Chen wegen „Fahrlässigkeit“ ein.
In Chens zweite Amtszeit fielen der Bau und die Eröffnung des internationalen Messe- und Ausstellungszentrums Asia New Bay Area am Kaohsiunger Hafen (2011–2014). Bei den Bürgermeisterwahlen am 29. November 2014 wurde Chen wiedergewählt, wobei sie sich mit 68,09 % der Stimmen gegen den Kandidaten der Kuomintang Yang Chiu-hsing durchsetzte. Am 23. April 2018 ernannte Präsidentin Tsai Ing-wen Chen Chu zur Generalsekretärin des Präsidentenbüros, worauf diese ihr Bürgermeisteramt sieben Monate vor Ende der regulären Amtszeit an Hsu Li-Ming als geschäftsführenden Bürgermeister abgab.
Während ihrer Zeit als Bürgermeisterin hatte Chen kurz das Amt der DPP-Parteivorsitzenden inne (01.03. bis 30.05.2012), nachdem die Vorsitzende Tsai Ing-wen im Anschluss an ihre Niederlage bei der Präsidentenwahl 2012 zurückgetreten war.

## Präsidentin des Kontroll-Yuans
Im Anschluss an ihre Tätigkeit als Generalsekretärin des Präsidentenbüros wurde Chen am 1. August 2020 zur Präsidentin des Kontroll-Yuans ernannt und gehört damit der taiwanischen Regierung an. Gleichzeitig ist sie Vorsitzende des Nationalen Komitees für Menschenrechte, das dem Kontroll-Yuan untersteht.